# Olga Tucek
Olga Tucek (* 3. Mai 1973) ist eine Schweizer Satirikerin, Kabarettistin, Autorin, Komponistin und Sängerin.

## Laufbahn
Mit der Schauspielerin Nicole Knuth bildete sie von 2004 bis 2019 das Duo Knuth und Tucek.
Gemeinsam wurden die beiden 2019 mit dem Schweizer Kleinkunstpreis und 2014 mit dem Deutschen Kleinkunstpreis in der Sparte Chanson ausgezeichnet. 2013 erhielten sie den Schweizer Kabarettpreis Cornichon und 2011 den Salzburger Stier.